# Medal Rumforda

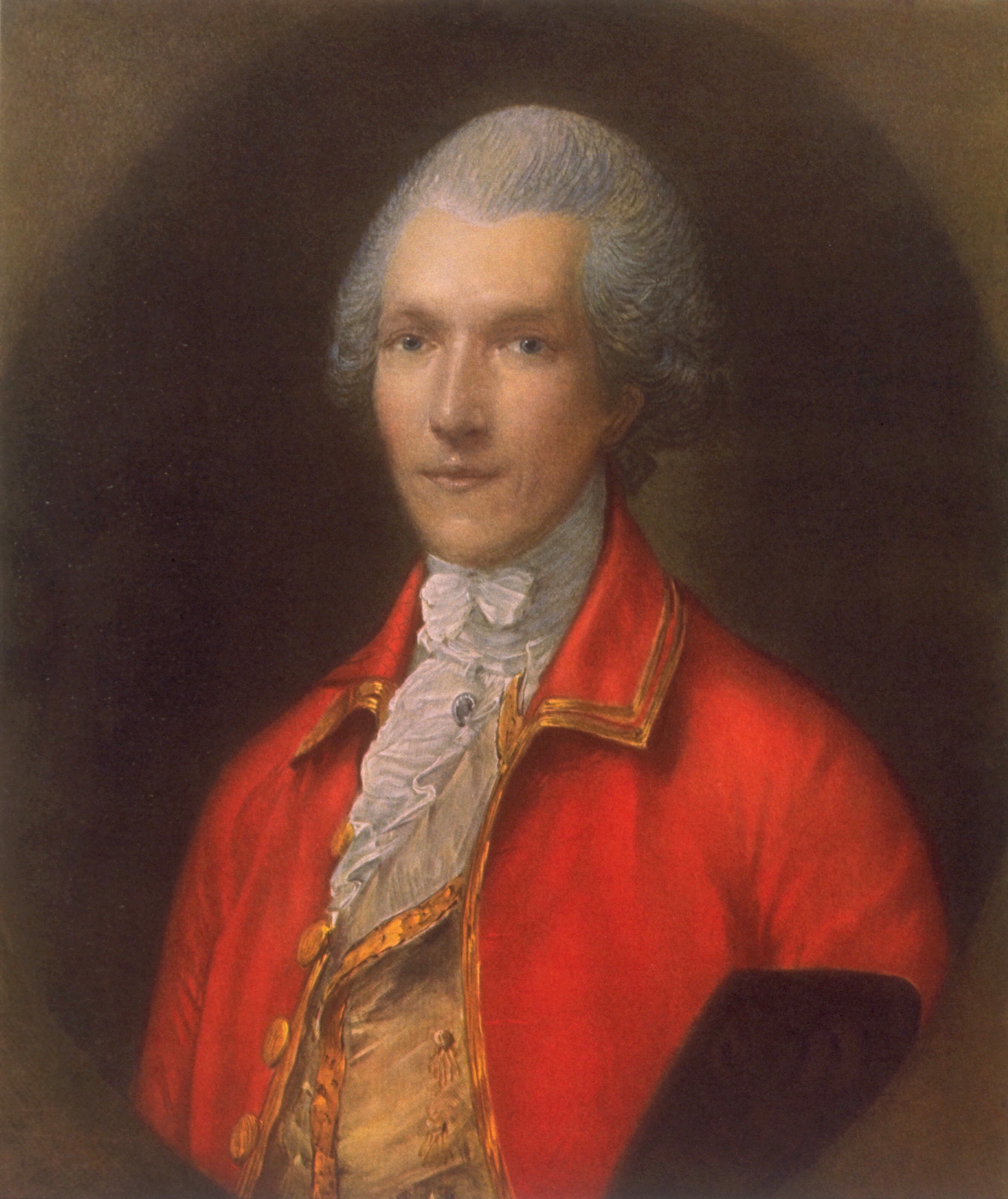
Benjamin Thompson,
hrabia Rumford (1783)

Medal Rumforda (ang. Rumford Medal) – wyróżnienie przyznawane od roku 1800 przez Royal Society za niedawne odkrycia o doniosłym znaczeniu dla dobra ludzkości, dotyczące termicznych lub optycznych właściwości materii. Jest przyznawane naukowcom pracującym w Europie. Medal jest wręczany z nagrodą pieniężną, ufundowaną przez Benjamina Thompsona, znanego jako hrabia Rumford, po jego darowiźnie na rzecz stowarzyszenia w roku 1796.

## Fundator

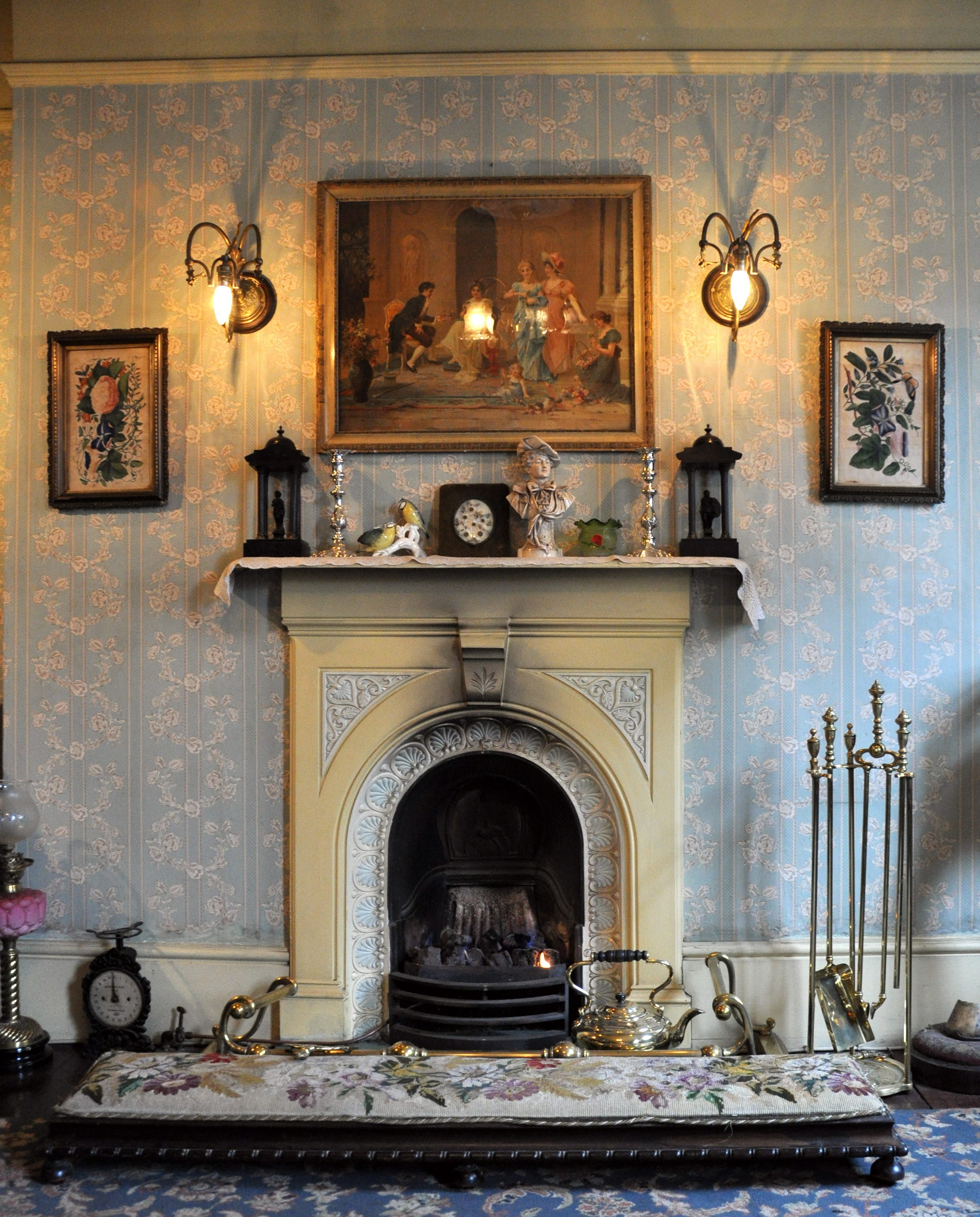
Kominek w muzeum Sherlocka Holmesa (Londyn, Baker Street)

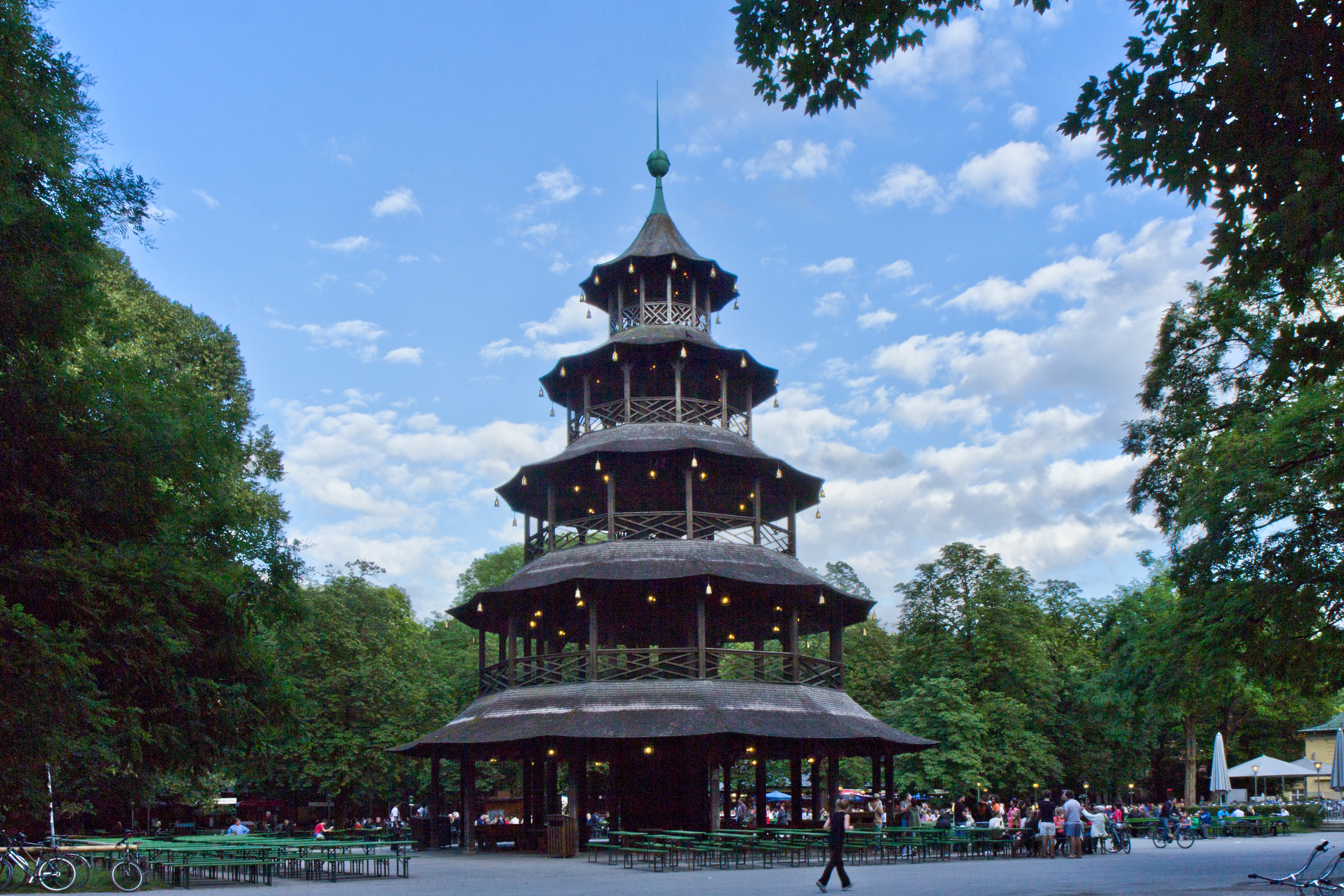
Pagoda w Englischer Garten (Monachium)

Hrabia Rumford miał pochodzenie amerykańskie. Uczęszczał m.in. do Harvard College w Cambridge (Massachusetts). W wojnie o niepodległość Stanów Zjednoczonych uczestniczył początkowo po stronie amerykańskiej, jednak wkrótce zdeklarował się jako lojalista. Po uznaniu niepodległości Stanów Zjednoczonych przeniósł się do Londynu (założył tam m.in. Royal Institution); pracował również we Francji i w Bawarii (Monachium), na służbie u ówczesnego elektora, Karola IV, gdzie zgromadził znaczny majątek. Zajmował się m.in. modernizacją bawarskiej armii. Jako fizyk zwrócił uwagę na problem ochrony żołnierzy przed zimnem – potrzebę wprowadzenia odzieży skutecznie izolującej cieplnie (w czasie tych prac odkrył m.in. prądy konwekcyjne i inne zasady przewodzenia ciepła). Doprowadził do znacznego zredukowania zbędnych wydatków w wojskowym budżecie, a równocześnie do przemian społecznych Monachium – w fabrykach odzieży dla armii znaleźli zatrudnienie liczni wcześniejsi żebracy i włóczędzy. Rumford troszczył się również o ich wyżywienie.
Bywa uważany za ojca założyciela narodowej sztuki kulinarnej, w której dużą rolę przypisano ziemniakom. Wynalazł m.in. szybkowar, maszynkę do kawy, piec konwekcyjny, kominkową przepustnicę, wydajną lampę naftową, fotometr, radiatory grzejnikowe. Założył w Monachium Englischer Garten, ze sztucznym jeziorem i chińską pagodą. Otrzymywał zaszczytne stanowiska i tytuły; miał też wielkie powodzenie wśród kobiet i liczne romanse (m.in. z kochanką elektora, hrabiną Baumgarten, z jej siostrą, hrabianką Nogarola, oraz z lady Palmeston).
W czasie dwuletniego urlopu (1795–1796), którego udzielił mu elektor, Rutheford przebywał w Anglii, gdzie nawiązywał kontakty naukowe (był członkiem Royal Society od marca 1779 roku) i z wielką pasją wprowadzał nowe zasady budowania systemów ogrzewania domów; 250 londyńskich kominów zmodernizowano w ciągu zaledwie dwóch miesięcy roku 1796.
W tymże roku Rutheford podjął decyzję – współcześnie najbardziej znaną – o przeznaczeniu sum po $5000 każdej z dwóch instytucji: Royal Society of London oraz American Academy of Arts and Sciences (AMACAD). Przewidział wykorzystywanie tych sum na przyznawanie medali i nagród naukowcom zajmującym się problemami ciepła i światła (AMACAD przyznaje Rumford Prize).

## Procedura przyznawania Rumford Medal i laureaci
Medal pierwotnie był przyznawany co dwa lata (w latach parzystych), lecz w 2019 roku zaczął być przyznawany corocznie. Zgodnie z regulaminem laureatami muszą być naukowcy, którzy wykonali swoje badania w Europie i znajdują się – o ile to możliwe – na początku kariery naukowej. Nominacje są ważne przez 5 lat od chwili zgłoszenia (po tym okresie nie mogą być powtarzane). Medale przyznaje Rada Royal Society, po rekomendacji przez Physical Sciences Awards Committees.
Wyróżniony otrzymuje srebrny medal ze złoceniami oraz nagrodę pieniężną w wysokości £2.000 (dawniej £1.000).
W okresie 1800–2021 wyróżniono 104 osoby (wyłącznie mężczyzn). Jedynym wyróżnionym dwukrotnie był Lord Rayleigh (lata 1914 i 1920). Zdarzały się dwojakie odstępstwa od tradycji nagradzania jednej osoby co dwa lata:
- dziesięciokrotnie medalu nie przyznano (1802, 1808, 1812, 1820, 1822, 1826, 1828, 1830, 1836, 1844);
- dwukrotnie medale przyznano dwóm osobom (1896: Philipp Lenard i Wilhelm Röntgen; 1918: Charles Fabry i Alfred Pérot)[2][3].

## Lista odznaczonych
| Tabela Laureatów Medalu Rumforda | Tabela Laureatów Medalu Rumforda | Tabela Laureatów Medalu Rumforda | Tabela Laureatów Medalu Rumforda |
| -------------------------------- | -------------------------------- | -------------------------------- | --- |
| Rok                              | Laureat                          | Laureat                          | Uzasadnienie |
| 1800                             |                                  | Hrabia Rumford                   | za różne odkrycia dotyczące ciepła i światła |
| 1802                             | medalu nie przyznano             | medalu nie przyznano             | medalu nie przyznano |
| 1804                             |                                  | John Leslie                      | za Experiments on Heat, opublikowane w jego pracy An Experimental Enquiry into the Nature and Propagation of Heat |
| 1806                             |                                  | William Murdock                  | za publikacje o zastosowaniu gazu otrzymywanego z węgla do oświetlenia |
| 1808                             | medalu nie przyznano             | medalu nie przyznano             | medalu nie przyznano |
| 1810                             |                                  | Étienne Louis Malus              | za odkrycie pewnych nowych właściwości światła odbitego, opublikowane w drugim tomie Memoires dArcueil |
| 1812                             | medalu nie przyznano             | medalu nie przyznano             | medalu nie przyznano |
| 1814                             |                                  | William Charles Wells            | za jego Essay on Dew, opublikowany w roku 1814 |
| 1816                             |                                  | Humphry Davy                     | za prace na temat spalania i ciepła, opublikowane w ostatnim tomie Philosophical Transactions |
| 1818                             |                                  | David Brewster                   | za odkrycia dotyczące polaryzacji światła |
| 1820 1822                        | medalu nie przyznano             | medalu nie przyznano             | medalu nie przyznano |
| 1824                             |                                  | Augustin Jean Fresnel            | za rozwinięcie teorii falowej w odniesieniu do zjawisk światła spolaryzowanego oraz inne ważne odkrycia w zakresie optyki fizycznej |
| 1826 1828 1830                   | medalu nie przyznano             | medalu nie przyznano             | medalu nie przyznano |
| 1832                             |                                  | John Frederic Daniell            | za pracę pt. Further Experiments with a new Register Pyrometer, for measuring the expansion of Solids ,opublikowaną w Philosophical Transactions w 1831 roku |
| 1834                             |                                  | Macedonio Melloni                | za odkrycia związane z promieniowaniem cieplnym |
| 1836                             | medalu nie przyznano             | medalu nie przyznano             | medalu nie przyznano |
| 1838                             |                                  | James David Forbes               | za eksperymenty dotyczące polaryzacji ciepła, których wyniki zostały opublikowane w Transactions of Royal Society of Edinburgh |
| 1840                             |                                  | Jean-Baptiste Biot               | za badania kołowej polaryzacji światła |
| 1842                             |                                  | William Fox Talbot               | za odkrycia i ulepszenia w fotografii |
| 1844                             | medalu nie przyznano             | medalu nie przyznano             | medalu nie przyznano |
| 1846                             |                                  | Michael Faraday                  | za odkrycie optycznych zjawisk, wywoływanych działaniem magnesów i prądów elektrycznych w pewnych przezroczystych środowiskach, szczegółowo opisane w serii XIX raportów ze swoich eksperymentalnych badań energii elektrycznej, publikowanych w Philosophical Transactions w roku 1845 i w Philosophical Magazine       |
| 1848                             |                                  | Henri Victor Regnault            | za eksperymenty zmierzające do sformułowania praw i zgromadzenia danych liczbowych, które umożliwiają obliczenia dotyczące silników parowych |
| 1850                             |                                  | François Arago                   | za eksperymentalne badania światła spolaryzowanego i opracowanie raportów przekazanych do Akademii Nauk w Paryżu w ciągu ostatnich dwóch lat |
| 1852                             |                                  | George Gabriel Stokes            | za odkrycie zmian refrangibility of light (współcześnie rozszczepienie światła) |
| 1854                             |                                  | Neil Arnott                      | za udaną konstrukcję rusztu bezdymnego i inne cenne ulepszenia w zakresie ogrzewania i wentylacji mieszkań |
| 1856                             |                                  | Ludwik Pasteur                   | za odkrycie racemicznej natury kwasu i jej związku z jego oddziaływaniem na światło spolaryzowane, oraz za dalsze badania, na które skierowało to odkrycie |
| 1858                             |                                  | Jules Jamin                      | za różne eksperymentalne badania światła |
| 1860                             |                                  | James Clerk Maxwell              | za badania dotyczące składu barw (złożonych wrażeń barwnych) i inne prace nt. optyki |
| 1862                             |                                  | Gustav Kirchhoff                 | za badania stałych linii widma promieniowania słonecznego, oraz odwrócenia jasności linii w widmie światła sztucznego (zob. prawa spektroskopii Kirchhoffa) |
| 1864                             |                                  | John Tyndall                     | za badania absorpcji i wypromieniowywania ciepła przez gazy i pary |
| 1866                             |                                  | Armand Fizeau                    | za badania w zakresie optyki, a szczególnie za badania wpływu ciepła na siłę załamywania światła przez materiały przezroczyste |
| 1868                             |                                  | Balfour Stewart                  | za badania jakościowych i ilościowych zależności między siłą emisji i absorpcji światła i ciepła przez różne materiały, których wyniki zostały opublikowane w Transactions of Royal Society of Edinburgh i Proceedings of the Royal Society of London, a w roku 1866 w traktacie o cieple                                |
| 1870                             |                                  | Alfred Des Cloizeaux             | za badania w zakresie optyki mineralogicznej |
| 1872                             |                                  | Anders Jonas Ångström            | za badania w zakresie analizy spektralnej |
| 1874                             |                                  | Norman Lockyer                   | za badania spektroskopowe promieniowania słonecznego i pierwiastków chemicznych |
| 1876                             |                                  | Pierre Janssen                   | za liczne i ważne badania promieniowanie i absorpcji światła, prowadzone głównie za pomocą spektroskopu |
| 1878                             |                                  | Marie Alfred Cornu               | za różne badania optyczne, a szczególnie za niedawne nowe ustalenia dotyczące prędkości rozchodzenia się światła |
| 1880                             |                                  | William Huggins                  | z ważne badania w zakresie spektroskopii astronomicznej, a zwłaszcza za określenie znaczenia odpowiednich ruchów gwiazd |
| 1882                             |                                  | William de Wiveleslie Abney      | za badania fotograficzne i odkrycie sposobu fotografowania w rozszerzonym zakresie widma, zwłaszcza w zakresie podczerwieni; również za badania absorpcji różnych części widma przez różne związki |
| 1884                             |                                  | Tobias Robertus Thalén           | za badania spektroskopowe |
| 1886                             |                                  | Samuel Pierpont Langley          | za badania widm za pomocą rolometru (Rolometer). |
| 1888                             |                                  | Pietro Tacchini                  | za ważne i długotrwałe badania, które w dużym stopniu rozszerzyły wiedzę w dziedzinie fizyki Słońca |
| 1890                             |                                  | Heinrich Hertz                   | za prace dotyczące promieniowania elektromagnetycznego |
| 1892                             |                                  | Nils Christofer Dunér            | za spektroskopowe badania gwiazd |
| 1894                             |                                  | James Dewar                      | za badania właściwości materii w bardzo niskich temperaturach |
| 1896                             |                                  | Philipp Lenard                   | za badania zjawisk zachodzących w opróżnionych rurach pod wpływem wyładowań elektrycznych |
| 1896                             | Wilhelm Röntgen                  |                                  | za badania zjawisk zachodzących w opróżnionych rurach pod wpływem wyładowań elektrycznych |
| 1898                             |                                  | Oliver Lodge                     | za badania promieniowania i zależności między materią i eterem |
| 1900                             |                                  | Henri Becquerel                  | za odkrycie promieniowania uranu |
| 1902                             |                                  | Charles Parsons                  | za sukces w zastosowaniu turbiny parowej do celów przemysłowych, w tym – ostatnio – również w transporcie morskim |
| 1904                             |                                  | Ernest Rutherford                | za badania radioaktywności, szczególnie za odkrycie istnienia i właściwości emanacji gazowych z materiałów promieniotwórczych |
| 1906                             |                                  | Hugh Longbourne Callendar        | za eksperymentalne prace dotyczące ciepła |
| 1908                             |                                  | Hendrik Lorentz                  | za badania w zakresie nauk optycznych i elektrycznych |
| 1910                             |                                  | Heinrich Rubens                  | za badania promieniowania, szczególnie w zakresie długofalowym |
| 1912                             |                                  | Heike Kamerlingh Onnes           | za badania w niskich temperaturach |
| 1914                             |                                  | Lord Rayleigh                    | za badania dotyczące termodynamiki i promieniowania |
| 1916                             |                                  | William Henry Bragg              | za badania promieniowania X |
| 1918                             |                                  | Charles Fabry                    | za ich wkład w dziedzinie optyki |
| 1918                             | Alfred Pérot                     |                                  | za ich wkład w dziedzinie optyki |
| 1920                             |                                  | Lord Rayleigh                    | za badania właściwości gazów pod wysokimi ciśnieniami |
| 1922                             |                                  | Pieter Zeeman                    | za badania w dziedzinie optyki |
| 1924                             |                                  | Charles Vernon Boys              | za wynalezienie kalorymetru gazowego |
| 1926                             |                                  | Arthur Schuster                  | za zasługi dla nauk fizycznych, szczególnie za prace dotyczące optyki i magnetyzmu ziemskiego |
| 1928                             |                                  | Friedrich Paschen                | za wkład do wiedzy o widmach |
| 1930                             |                                  | Peter Debye                      | za prace dotyczące ciepła właściwego i spektroskopii promieniowania X (spektroskopia rentgenowska) |
| 1932                             |                                  | Fritz Haber                      | za prace o wybitnym znaczeniu dla chemii fizycznej, w szczególności dotyczące zastosowania termodynamiki do reakcji chemicznych |
| 1934                             |                                  | Wander Johannes de Haas          | za badania właściwości ciał w niskich temperaturach, w szczególności za ostatnią pracę, dotyczącą chłodzenia z wykorzystaniem adiabatycznego rozmagnesowania |
| 1936                             |                                  | Ernest John Coker                | za badania dotyczące wykorzystania światła spolaryzowanego do bezpośrednich badań naprężeń w przezroczystych modelach konstrukcji inżynierskich |
| 1938                             |                                  | Robert W. Wood                   | w uznaniu w uznaniu dużego znaczenia jego pracy i odkryć w wielu dziedzinach optyki fizycznej |
| 1940                             |                                  | Manne Siegbahn                   | za pionierskie prace w dziedzinie precyzyjnej spektroskopii rentgenowskiej i jej zastosowań |
| 1942                             |                                  | Gordon Dobson                    | w uznaniu wybitnych prac w zakresie fizyki górnych warstw atmosfery i ich zastosowań w meteorologii |
| 1944                             |                                  | Harry Ralph Ricardo              | w uznaniu ważnego wkładu w badania silnika spalania wewnętrznego, o dużym znaczeniu dla rozwoju innych typów |
| 1946                             |                                  | Alfred Egerton                   | w uznaniu jego roli we wprowadzaniu nowoczesnej chemii fizycznej do rozwiązywania wielu problemów technologicznych |
| 1948                             |                                  | Franz Eugen Simon                | za wybitny wkład w osiągnięcie niskich temperatur i w badania właściwości substancji w temperaturze bliskiej zera bezwzględnego |
| 1950                             |                                  | Frank Whittle                    | za pionierski wkład w rozwój techniki odrzutowego napędu samolotów |
| 1952                             |                                  | Frits Zernike                    | w uznaniu wybitnych prac nad rozwojem mikroskopu z kontrastem fazowym (mikroskop kontrastowo-fazowy) |
| 1954                             |                                  | Cecil Reginald Burch             | za wybitny wkład do techniki wytwarzania wysokiej próżni i do rozwoju mikroskopii odbiciowej |
| 1956                             |                                  | Frank Philip Bowden              | w uznaniu jego wybitnego dzieła o charakterze tarcia |
| 1958                             |                                  | Thomas Ralph Merton              | W uznaniu jego wybitnych badań w spektroskopii i optyki |
| 1960                             |                                  | Alfred Gordon Gaydon             | w uznaniu dla jego wartościowych prac w dziedzinie spektroskopii molekularnej, a zwłaszcza jej zastosowania do badania zjawisk palności |
| 1962                             |                                  | Dudley Maurice Newitt            | w uznaniu dla wybitnego wkładu do inżynierii chemicznej |
| 1964                             |                                  | Hendrik Christoffel van de Hulst | w uznaniu wartościowych prac, dotyczących procesów rozpraszania w przestrzeni międzyplanetarnej, i za teoretyczne przewidywania dotyczące pochodzenia fal radiowych o długości 21-cm od wodoru międzygwiazdowego |
| 1966                             |                                  | William Penney                   | w uznaniu jego wybitnego i niezwykle osobistego wkładu w rozwój energetyki jądrowej w Wielkiej Brytanii |
| 1968                             |                                  | Dennis Gabor                     | w uznaniu wybitnego wkładu w dziedzinie optyki, zwłaszcza za opracowanie zasad holografii |
| 1970                             |                                  | Christopher Hinton               | w uznaniu wybitnego wkładu do inżynierii i za pełnienie roli lidera zespołów zajmujących się projektowaniem technicznym w przemyśle chemicznym, elektroenergetyce i energetyce jądrowej |
| 1972                             |                                  | Basil John Mason                 | w uznaniu wybitnego wkładu do meteorologii, a zwłaszcza fizyki chmur |
| 1974                             |                                  | Alan Cottrell                    | w uznaniu wybitnego wkładu do metalurgii fizycznej, a zwłaszcza za rozszerzenie wiedzy o roli dyslokacji w pękaniu metali |
| 1976                             |                                  | Ilya Prigogine                   | w uznaniu jego wybitnego wkładu do termodynamiki procesów nieodwracalnych (zob. Termodynamiczna strzałka czasu według Prigogine'a) |
| 1978                             |                                  | George Porter                    | w uznaniu jego wybitnych badań bardzo szybkich reakcji chemicznych, zachodzących wskutek fotolizy błyskowej ( flash photolysis) |
| 1980                             |                                  | William Frank Vinen              | w uznaniu dla odkrycia kwantu obrotu w nadciekłym helu i dla rozwinięcia nowych technik precyzyjnych pomiarów wewnątrz ciekłego helu |
| 1982                             |                                  | Charles Gorrie Wynne             | w uznaniu dla unikalnego wkładu w projektowanie dużej gamy instrumentów optycznych, od dużych teleskopów do optyki komór pęcherzykowych |
| 1984                             |                                  | Harold Horace Hopkins            | w uznaniu jego wkładu w dziedzinie instrumentów optycznych (teorie i konstrukcje), w szczególności za wkład we wdrożenie szerokiej gamy nowych ważnych instrumentów medycznych, wartościowych w diagnostyce klinicznej i chirurgii                                                                                       |
| 1986                             |                                  | Denis Rooke                      | w uznaniu dla wkładu w rozwój nauki o gazach przemysłowych |
| 1988                             |                                  | Felix Weinberg                   | w uznaniu dla pionierskich prac w zakresie diagnostyki optycznej i elektrycznych aspektów spalania oraz za podstawowe badania problematyki ognia, silników odrzutowych i pieców |
| 1990                             |                                  | Walter Spear                     | za odkrycie i zastosowania technik osadzania i charakteryzowania cienkich warstw amorficznego krzemu wysokiej jakości oraz wykazanie, że mogą one być stosowane jako użyteczne domieszki w urządzeniach elektronicznych, takich jak tanie ogniwa słoneczne, duże tablice z tranzystorów cienkowarstwowych, ekrany LCD TV |
| 1992                             |                                  | Harold Temperley                 | w uznaniu jego obszernego i pomysłowego wkładu do matematyki stosowanej i fizyki statystycznej, szczególnie wkładu w badania fizycznych właściwości cieczy i rozwój algebry Temperley-Lieb |
| 1994                             |                                  | Andrew Keller                    | w uznaniu dla wkładu do nauki o polimerach, w szczególności za wyjaśnienie podstaw powstawania elementów krystalicznych, które są składnikiem wielu materiałów, opracowanie sposobów wytwarzania mocnych włókien i wyjaśnienie właściwości roztworów polimerów, leżących u podstaw tej technologii                       |
| 1996                             |                                  | Grenville Turner                 | w uznaniu jego pracy nad datowaniem z użyciem izotopów argonu 40Ar/39Ar i rozwinięciem do wyrafinowanego poziomu techniki, która jest szeroko stosowana do datowania skał pozaziemskich i ziemskich |
| 1998                             |                                  | Richard Friend                   | w uznaniu jego wiodącej roli w badaniach dotyczących elektroniki na bazie polimerów i optoelektroniki, które umożliwiają bardzo szybki postęp prac rozwojowych, mających na celu wytwarzanie tanich elastycznych plastikowych wyświetlaczy elektronicznych o różnych kształtach                                          |
| 2000                             |                                  | Wilson Sibbett                   | w uznaniu wyników naukowych i technologicznych badań laserów emitujących ultrakrótkie impulsy, ultrashort pulse laser (fs – 10 ps) |
| 2002                             |                                  | David King                       | za szczególne zasługi dla fundamentalnego zrozumienia struktury i dynamiki reakcji na powierzchni ciał stałych |
| 2004                             |                                  | Richard Dixon                    | w uznaniu jego znacznego wkładu do spektroskopii molekularnej (zob. widmo pasmowe) i wiedzy na temat dynamiki fotodysocjacji |
| 2006                             |                                  | Jean-Pierre Hansen               | za pionierskie badania właściwości stopionych soli i gęstej plazmy, które otworzyły drogę do zrozumienia ilościowej struktury i dynamiki silnie skorelowanych cieczy jonowych |
| 2008                             |                                  | Edward Hinds                     | za bardzo obszerne i innowacyjne badania materii w ultraniskich temperaturach (zob. ultrazimne atomy) |
| 2010                             |                                  | Gilbert Lonzarich                | za wybitne osiągnięcia w badaniach nowych rodzajów materii kwantowej, z wykorzystaniem innowacyjnej aparatury i technik |
| 2012                             |                                  | Roy Taylor                       | za zasługi w dziedzinie techniki przestrajanych laserów i nieliniowej optyki włóknistej, w tym włókien Ramana i źródeł typu soliton i supercontinuum (zob. światłowód fotoniczny), co stało się podstawą odkryć o znaczeniu praktycznym                                                                                  |
| 2014                             |                                  | Jeremy Bauberg                   | za wybitną twórczość w nanofotonice, badanie licznych nanostruktur, zarówno sztucznych jak i naturalnych, mających swoje wykorzystanie w rozwijaniu nowych zjawisk plazmowych związanych ze spektroskopią Ramana, wydajnością ogniw słonecznych i metamateriałowymi aplikacjami                                          |
| 2016                             |                                  | Ortwin Hess                      | za pionierskie badania w dziedzinie aktywnych nano-plazmatyków oraz optycznych metamateriałów z kwantowym przyrostem |
| 2018                             |                                  | Ian Walmsley                     | za pionierskie badania nad kwantową kontrolą światła i materii za pomocą ultrakrótkich impulsów |
| 2019                             |                                  | Miles Padgett                    | za nowatorskie badania nad optycznym pędem orbitowym zawierającym kątową formę paradoksu Einsteina-Podolskiego-Rosena |
| 2020                             |                                  | Patrick Gill                     | za wkład w rozwój optycznych zegarów atomowych o znakomitej precyzji, bardzo stabilnych laserów oraz standardów częstotliwości dla fundamentalnej fizyki, przetwarzania informacji kwantowych, nauki o wszechświecie, nawigacji satelitarnej i obserwacji Ziemi                                                          |
| 2021                             |                                  | Carlos Frenk                     | za odkrycie drogą złożonych symulacji komputerowych, w jaki sposób drobne fluktuacje we wczesnym wszechświecie doprowadziły do powstania dzisiejszych galaktyk |